# William Hill (spelbolag)
William Hill är ett globalt onlinespelföretag baserat i London, England. Det var tidigare noterat på London Stock Exchange tills det förvärvades av Caesars Entertainment i april 2021.

## Historia
Företaget grundades av William Hill år 1934, då hasardspel fortfarande var olagligt i Storbritannien. Det har skett ett flertal ägarbyten, först genom ett förvärv från Sears Holdings 1971, sedan Grand Metropolitan 1988, och därefter Brent Walker 1989. I september 1996 återfick Brent Walker 117 miljoner pund av de 685 miljoner pund som de ursprungligen betalat för William Hill, då Grand Metropolitan ertappades med att ha överdrivit företagets vinster vid försäljningstillfället.
År 1997 organiserade den japanska investeringsbanken Nomura ett uppköp av William Hill på 700 miljoner pund, då Brent Walker kollapsade i skulder överstigande 1,3 miljarder pund efter en utredning av Serious Fraud Office som resulterade i fängelsedomar för två av företagets chefer. I februari 1999 övergavs ett förslag om börsintroduktion på grund av "svagt intresse" och Nomura avlastade företaget i fonder som sedan förvaltades av privatkapitalbolagen Cinven och CVC Capital Partners för 825 miljoner pund.
Företaget noterades så småningom på Londonbörsen år 2002. Följande år tilldelades företagets VD David Harding en bonus på 2,84 miljoner pund, vilket gjorde honom till Storbritanniens femte högst betalda företagschef 2003. Företaget förvärvade även Sunderland Greyhound Stadium 2002, och Newcastle Greyhound Stadium 2003. I juni 2004 sålde företagets VD David Harding aktier till ett värde av 5,2 miljoner pund för att finansiera sin skilsmässa, vilket resulterade i en aktiekrasch som drog ner företagets värde med 75 miljoner pund. 2005 köpte William Hill 624 spelbutiker i Storbritannien, Irland, Isle of Man och Jersey från Stanley Leisure för 504 miljoner pund: vilket innebar att företaget nu tog sig förbi Ladbrokes och befäste förstaplatsen på den brittiska spelmarknaden, vad det gällde antalet spelbutiker, inte vinstmässigt. Samma år tvingades William Hill att sälja 78 av de 624 inköpta Stanley-butiker. Detta på beordran av Office of Fair Trading, på grund av oro över konkurrensbegränsande metoder.
Företaget uteslöts från FTSE 100 Index i december 2005 då det befarades att William Hill hade betalat överpris för Stanley-butikerna. I februari 2008 utsågs Ralph Topping till verkställande direktör. Topping hade tagit ett helgjobb i en William Hill-spelbutik nära Hampden Park i Glasgow år 1973 efter att han hoppat av sin utbildning på Strathclyde University, och därefter jobbat sig upp. I november 2008 inledde William Hill ett samarbete med Orbis (senare OpenBet), och det israeliska mjukvaruföretaget Playtech, för att råda bot på sin bristfälliga verksamhet på nätet.
I samband med förhandlingarna betalade William Hill 144,5 miljoner pund till Playtech's grundare Teddy Sagi för olika tillgångar och affiliatebolag. Detta inkluderade flera nätkasinon som William Hill fortsatte att driva under namnet WHG. Playtech tog 29% av aktierna i den nya William Hill Online-entiteten. Företaget skrev av 26 miljoner pund när de avvecklade sitt tidigare interna system. I juni 2009 försäkrade William Hill sina investerare då Playtech förlorat en fjärdedel av sitt marknadsvärde efter en utfärdad vinstvarning. 2012 förvärvade William Hill tre mindre sportsbook-operatörer i Nevada, som vid den tiden var den enda staten som erbjöd spel och dobbel med full service. Efter ett högsta domstolsbeslut 2017 förklarades The Professional and Amateur Sports Protection Act (PASPA) som konstitutionell, vilket innebär att enskilda stater kunde besluta om de skulle erbjuda spel på sport eller inte. Sedan det beslutet trätt i kraft har över 17 stater antagit förordningar för att möjliggöra spel och dobbel, och William Hill har fastställt sig som den operatör som både är störst och har främst räckvidd i USA. [källa behövs]
Den 30 september 2020 accepterade William Hill ett bud på 2,9 miljarder pund av den Nevada-baserade kasinoperatören Caesars Entertainment. Affären rekommenderades enhälligt av företagets styrelseledamöter. Det kom efter att två rivaliserande bud från den amerikanska private equity-gruppen Apollo avvisades. I april 2021 slutförde Caesars sitt förvärv av William Hill.
Eftersom Caesars endast var intresserad av William Hills branschexpertis och dess amerikanska verksamhet, lades den europeiska verksamheten ut till försäljning och lockade bud från 888 Holdings, Apollo och CVC. I september 2021 gick Caesars med på att sälja den europeiska verksamheten till 888 Holdings för 2,2 miljarder pund. Men i juli 2022 sänkte 888 sitt erbjudande till 1,95 miljarder pund och detta accepterades. Försäljningen slutfördes i juli 2022.

## Verksamhet

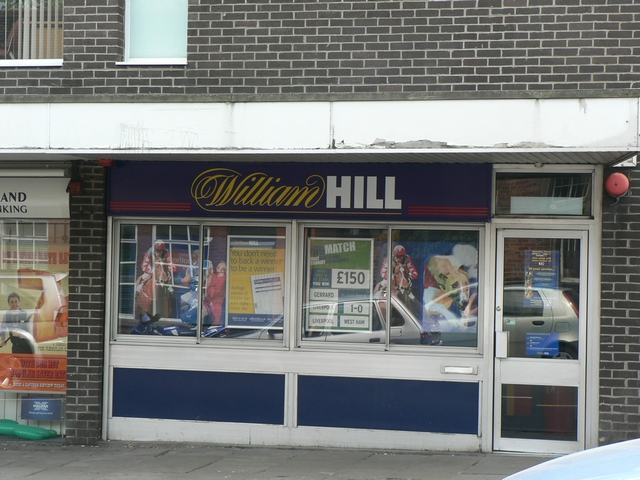
En William Hill-spelbutik Headingley, Leeds

Företaget bedriver spelverksamhet världen över och sysselsätter cirka 12 000 personer med huvudkontor i Storbritannien, Irland och Gibraltar. De erbjuder spel och dobbel via telefon och internet utöver spel på plats i sina 1 414 brittiska licensierade spelkontor. Deras callcenter som tar emot spel via telefon ligger i Rotherham, South Yorkshire och tog emot 125 000 spel under Grand National 2007, och enligt bolaget tar de emot fler än en miljon spelkuponger varje dag.
Utöver sina onlinebaserade sportsbooks erbjuder företaget nätkasinospel, "skicklighetsspel", nätbingo och nätpoker. Efter att Gambling Act 2005 trädde i kraft har spelautomater nu högre vinstutdelning för att motverka förlust av intäkter inom andra områden. I augusti 2010 startade William Hill ett träningsprogram för sina över 10 000 anställda för att hjälpa till att förhindra spelande bland minderåriga.
I november 2008 framförde analytiker på UBS oro över företagets skulder, som då låg på över en miljard pund. Summan visade sig senare ligga närmare 1,5 miljarder pund. Året därpå antog företaget både en företrädesemission och en emission av företagsobligationer i ett försök att omstrukturera sina skulder.

## William Hill Media
Företagets nyhetssida fungerar som en systerkanal till sportspelssajten där man kan hitta information om sport, galopp, funktioner med mera.
William Hill erbjuder en hel del interaktiva media via sina spelombud samt via nätet. En galopp-kanal och William Hill Radio som har sänt i över 10 år, nyheter med mera. Flera ljudfiler och sändningar kan laddas ner via nyhetssidan samt iTunes. I juni 2010 expanderade William Hill till att sända direktsänd radio i samband med diverse sportevenemang.
William Hill sänder dagligen i sina spelbutiker i Storbritannien från sin studios i Leeds.

## Utanför Storbritannien
År 2009 flyttade William Hill delar av sin verksamhet till Gibraltar av skatteskäl. I Gibraltar är William Hill medlem i Gibraltar Betting and Gaming Association. Tidigare hade företaget bedrivit verksamhet i skatteparadiset Nederländska Antillerna men en ändring av lagen 2007 förbjöd icke EEA-baserade bolag från att annonsera i Storbritannien.
I mars 2009 stängde William Hill 14 av sina spelbutiker i Irland vilket resulterade i att 53 personer förlorade sina jobb. I februari 2010 meddelade de att de kvarstående 36 spelbutikerna var under ”granskning” vilket kunde potentiellt leda till en introduktion av kontroversiella spelautomater i irländska spelbutiker.
William Hill lämnade den italienska marknaden 2008 efter endast två år, vilket för övrigt kostade företaget 1 miljon pund. Företagets samarbete i Spanien slutade i januari 2010 då samarbetspartnern Codere köpte ut 50% av William Hills aktier för 1 Euro efter att båda parter satsat 10 miljoner euro i april 2008. William Hill förlorade 11,6 miljoner under 2008 och 9,3 miljoner år 2009.
I september 2009 deltog företaget i en budgivning för den första spellicensen i Indien och visade intresse att ge sig in på den indiska marknaden via distriktet Sikkim.
I juni 2012 expanderade företaget till Nevada, vilket är den enda staten i USA som tillåter spel på sport. De köpte flera spelbolag, såsom Lucky's, Leroy's, samt Club Cal Neva, för totalt 53 miljoner dollar. Detta gav företaget 55% av statens totala andel spelbolag, men endast 11% av statens totala vinster. Alla tre kedjor kom att ändra namn till William Hill.
I augusti 2013 meddelade William Hill att de köpt de australiensiska bolagen Sportingbet, Centrebet och Tom Waterhouse, vilka senare omstrukturerades som William Hill Australien år 2015. Både Sportingbet och Centrebet förvärvades i mars tidigare under året för 660 miljoner dollar och 132 miljoner dollar, medan tomwaterhouse.com köptes upp i augusti 2013 för en initial summa på 34 miljoner dollar. Tom Waterhouse utsågs till verkställande direktör för William Hill Australien i juli 2014. 
I mars 2018 sanktionerade William Hill försäljningen av sin australiensiska verksamhet till CrownBet Holdings Pty Ltd. till ett uppskattat värde av 300 miljoner AUD. Försäljningen avslutade företagets tid i Australien efter att ha gått in på marknaden 2012.
Efter beslutet från USA:s högsta domstol angående fallet Murphy mot National Collegiate Athletic Association i juni 2018, legaliserade staten New Jersey spel på idrottsevenemang på grund av ett tidigare framgångsrikt statligt omröstningsinitiativ. William Hill inledde arrangemang för att tillhandahålla bookmakingtjänster till både Monmouth Park Racetrack och Ocean Resort Casino i delstaten New Jersey. I januari 2019 minskade William Hills aktievärde efter tillkännagivandet att den amerikanska riksadvokaten Steven Engel vänt en åsikt från 2011 om Federal Wire Act, där han konstaterade att all form av spel och dobbel på nätet var olagligt enligt federal lag.

## Sponsor
Under 2007 hotade William Hill med att dra tillbaka sin sponsring av flera olika galopptävlingar på grund av en dispyt över TurfTV. William Hill, som länge varit kritiska mot kanalen tvingades sedan att gå med på ett samarbete i januari år 2008.
I augusti 2009 blev William Hill huvudsponsor för Málaga CF, som är ett fotbollslag som spelar i spanska La Liga. Ett kontrakt på 3 år skrevs, som sedan bröts tidigt följande säsong på grund av den nya klubbägarens religiösa invändningar.
Företaget sponsrar årliga William Hill Sports Book of the Year award. Detta tilldelas ”En fantastisk sportskribent” och det första priset delades ut 1989. 2006-2011 delades det även ut ett pris för bästa irländska sportskribent som gick under namnet William Hill Irish Sports Book of the Year.
William Hill blev även titelsponsor av Official Monster Raving Loony Party under valet 2010. [källa behövs]
År 2011 tog William Hill över som huvudsponsor av både UK Championship (snooker) och Grand Slam of Darts, och de fortsatte även att sponsra år 2012. [källa behövs]

## Marknadsföring
I maj 2008 förbjöd Advertising Standards Authority (ASA) William Hill från att sända en tv-reklam då de hävdat att den var ”oansvarig”. I oktober 2009 förbjöd ASA en affisch som löd ”100 PUND GRATISSPEL” då de hävdade att den var ”Missvisande”.
I mars 2010 förbjöd ASA även en annons om "William Hill bästa priser FAKTA". Det hade brutit mot flera kommittéer för koder för reklampraxis, inklusive de som rör "underbyggnad", "sanning" och "ärlighet". I september 2011 gjorde William Hill en tv-reklam som inkluderade 2005-singeln "A Bit Patchy". I december 2012 förbjöds en reklam som hävdade att William Hill hade bäst odds på både galopp och sport. ASA anklagade William Hill för falsk marknadsföring.

## Kontroverser
År 2018 fick William Hill böter på 6,2 miljoner pund av Spelkommissionen för systematiska misslyckanden angående penningtvätt och problematiskt spelande. Operatören visade sig ha accepterat stora insättningar av kontanter kopplade till kriminell aktivitet mellan 2014 och 2016, vilket resulterade i 1,2 miljoner pund i ekonomiska vinster. William Hill beordrades att lämna tillbaka vinsten på 1,2 miljoner pund, plus betala en påföljd på 5 miljoner pund för brott mot bestämmelserna.